# 方有臣
方有臣（1915年—1990年），万县大兴乡金狮村人，雇农家庭出身。1934年4月在四川天全县兴隆场参加红军，编入红第四方面军第四军，参加了二万五千里长征。1936年加入中国共产党。抗日战争时期，先后在八路军一二九师某部任班长，河北省冀南八旅某部任排长、连长。1942年赴陕甘宁边区安定县瓦窑堡抗大总校学习，归队后，任松江军区第四分区独立五师一团三营九连连长。第二次国共内战中，任东北四十九军一四七师四三九团二营营长。1950年任广西省航空站警卫营长。 
方有臣在第二次国内革命战争和抗日战争中，先后参加过川北茅州战役，甘肃蒋家大屯战役，河北乡村谷战役，百团大战和反扫荡，在第二次国共内战中，参加了吉林、港家屯、四平、法库、平津和南下衡宝等重大战役，多次流血负伤，屡建战功。解放后，方有臣返回放乡，曾任万县人民委员会民政科长、万县革命委员会委员兼生产指挥组副组长，万县第三、四、五、六届人民委员会委员，万县第八至第十一届县人大代表，万县第一、二、三。四届政协委员等职务。1972年离休，长期担任校外辅导员，对青少年进行革命传统教育。1990年4月病逝，享年75岁。